# Kraftwerk W. A. Parish

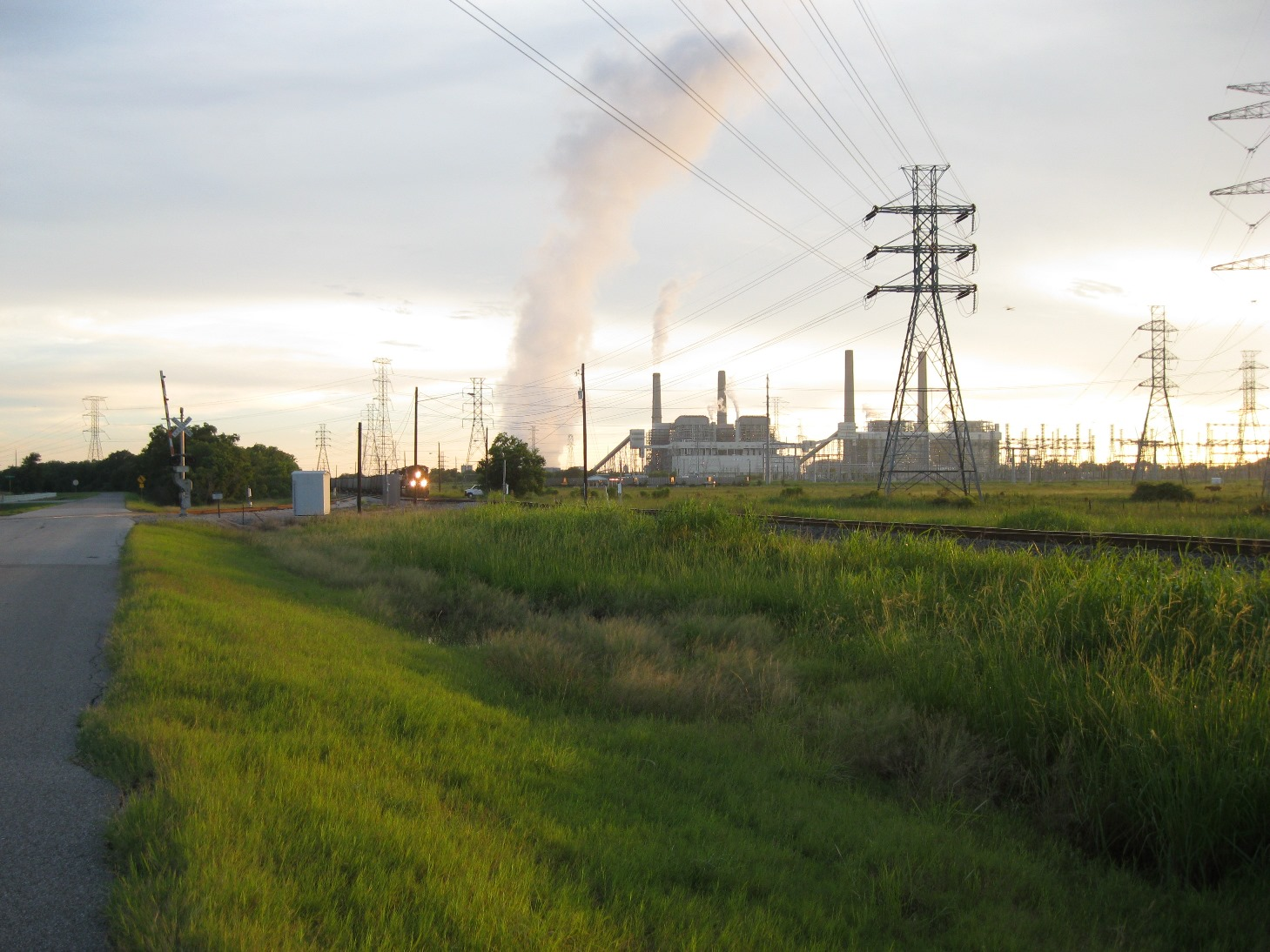
Ehemalige Cane Belt Railroad, dahinter das Kraftwerk

Das Kraftwerk W. A. Parish ist ein Kohle- und Gaskraftwerk in Thompsons, südlich von Houston (Texas). Mit einer installierten Gesamtleistung von über 3,6 GW ist es das größte konventionelle Kraftwerk in den USA.
Die Steinkohleblöcke verbrennen schwefelarme Kohle aus dem Powder River Basin.
Das CO2 aus dem Rauchgas des Blocks 8 soll im CCS-Projekt Petra Nova abgeschieden und zur tertiären Ölgewinnung verwendet werden. Geplant ist, die Anlage bis Ende 2016 fertigzustellen.

## Blöcke
| Block | Energieträger | Leistung        | Fertigstellung |
| ----- | ------------- | --------------- | -------------- |
| 1     | Gas           | 174 MW          | 1958           |
| 2     | Gas           | 174 MW          | 1958           |
| 3     | Gas           | 278 MW          | 1961           |
| 4     | Gas           | 552 MW          | 1968           |
| 5     | Kohle         | 734 MW (650 MW) | 1977           |
| 6     | Kohle         | 734 MW (650 MW) | 1978           |
| 7     | Kohle         | 615 MW (560 MW) | 1980           |
| 8     | Kohle         | 615 MW (610 MW) | 1982           |